# Deborah Davis (Drehbuchautorin)
Deborah Davis ist eine britische Rechtsanwältin, freie Journalistin und Drehbuchautorin.

## Leben
Davis ist gelernte Rechtsanwältin, gab aber in den 1990er Jahren ihre Tätigkeit in einer Londoner Kanzlei für Finanzdienstleistungen zugunsten der Erziehung ihrer beiden Kinder auf. Ihren beruflichen Hintergrund nutzte sie, um als freie Journalistin Artikel für Screen International und Vogue zu schreiben, die sich hauptsächlich mit Filmfinanzierung beschäftigten. In dieser Zeit knüpfte sie zahlreiche Verbindungen in die Filmbranche.
Nachdem sie in einer lokalen Abendzeitung einen Artikel über Queen Anne gelesen hatte, war sie entschlossen, ein Drehbuch über die Affäre zwischen Anne und Sarah, Herzogin von Marlborough, zu schreiben. Davis, die unter anderem Geschichte studiert hatte und bisher glaubte, alles über die Könige und Königinnen von England zu wissen, wurde durch den Artikel zu weiteren Recherchen veranlasst, darunter im British Museum, wo Sarahs Tagebücher aufbewahrt werden. Da sie noch nie ein Drehbuch geschrieben hatte, besuchte sie einen Abendkurs der örtlichen Hochschule in West London. Ihre Verbindungen in die Filmbranche nutzte sie, um 1998 den ersten Entwurf ihres Queen-Anne-Drehbuchs Balance of Power der Produzentin Ceci Dempsey vorzulegen.
Dempsey war an dem Stoff interessiert, jedoch noch nicht zur weiteren Entwicklung bereit, und bat Davis, mit ihr in Kontakt zu bleiben. Auf Grundlage dieses ersten Entwurfs wurde Davis immerhin zum Studium an der University of East Anglia im ostenglischen Norwich zugelassen und machte dort ihren Master of Arts in Screenwriting. In der zweijährigen Studienzeit arbeitete sie weiter an ihrem Drehbuch. Unterstützt wurde sie in der Weiterentwicklung von Val Taylor, der damaligen Leiterin des Studiengangs. Nebenbei absolvierte Davis einen Fernkurs in Creative Writing und Poetry und schrieb viele Gedichte, die sie jedoch nicht veröffentlichte. Nach eigener Aussage half ihr diese prägnante Form des Schreibens sehr bei der Drehbuchentwicklung.
Anfang der 2000er Jahre reichte sie das Drehbuch Balance of Power erneut bei Ceci Dempsey ein. Diesmal nahm Dempsey das Drehbuch an und warb BFI-Filmfördermittel zur Weiterentwicklung ein. 2007 gewann Dempsey mit Lee Magiday, der Chefin von Element Pictures, eine weitere Produzentin. 2009 wurde Balance of Power für die Brit List als eines der besten unproduzierten Drehbücher ausgewählt und belegte den fünften Platz. 2010 engagierte Dempsey den griechischen Avantgarde-Regisseur Giorgos Lanthimos für die Verfilmung. Es erwies sich aber weiterhin als schwierig, eine Finanzierung für einen Film mit drei weiblichen Hauptrollen und lesbischem Subtext zu finden.
In der Zwischenzeit schrieb Davis weitere historische Dramen (z. B. Heiress Presumptive), ein auf ihrem Drehbuch basierendes fünfteiliges Hörspiel Balance of Power für BBC Radio 4 und einige zeitgenössische Dramen und Hörspiele: Guilty Until Proven Innocent, ebenfalls für BBC Radio 4, über ein Paar, dessen Kind ihnen vom Staat entzogen wird, und The Other, eine romantische Komödie über einen arabischen Israeli und einen britischen Juden. Ihr Bühnenstück Court Pastoral wurde 2003 für das International Playwriting Festival ausgewählt.
Mit Regisseur Lanthimos, der inzwischen durch seinen Film Dogtooth internationale Anerkennung gewonnen hatte (z. B. Oscar-Nominierung 2011 in der Kategorie bester fremdsprachiger Film), arbeitete Davis einige Jahre weiter an ihrem Drehbuch; danach zog Lanthimos den australischen Dramatiker und Fernsehdrehbuchautoren Tony McNamara zur Weiterentwicklung hinzu. Lanthimos und McNamara überarbeiteten das Drehbuch wiederum über mehrere Jahre. Einige historische Details wurden verändert, und nachdem Produzentin Dempsey selbst in Sarahs Tagebücher Einblick genommen hatte, gab sie den Anstoß für die Umbenennung von The Balance of Power in The Favourite. Die Idee der Unterteilung in acht Kapitel kam Lanthimos erst beim Filmschnitt.
Schließlich begannen die Dreharbeiten, nach fast zwanzigjähriger Entwicklungszeit, im März 2017 im Hatfield House in Hertfordshire. Für die langjährige Arbeit erhielten Davis und McNamara zusätzlich einen Credit als Executive Producers. Der fertige Film The Favourite feierte im August 2018 im Rahmen der Filmfestspiele von Venedig seine Weltpremiere. Für ihr Drehbuch wurde Davis für mehr als zwanzig Filmpreise nominiert, darunter den Golden Globe Award und den Oscar. Bei der 72. Verleihung der BAFTAs im Februar 2019 erhielten sie und Tony McNamara den Preis für das Beste Originaldrehbuch und außerdem als Mitproduzenten den Preis für den Herausragenden britischen Film.
Derzeit ist Davis an der Entwicklung von Fernsehversionen ihrer früheren Hörspiele beteiligt und schreibt ein weiteres Theaterstück.